# Piano d'Orta
Piano d'Orta una frazione del comune italiano di Bolognano, nella provincia di Pescara, in Abruzzo.
Il paese (chiamato inizialmente Ponte d'Orta e ancora prima Lago d'Orta) è attraversato dal fiume Orta, accanto al tracciato dell'E80 Pescara-Torano, posto tra Torre de' Passeri e San Valentino. Si sviluppò, come la vicina Scafa, come centro abitato per i lavoratori della Montecatini all'inizio del XX secolo. La frazione è il luogo dove si concentra il numero maggiore di abitanti nel comune.

## Storia
Piano d'Orta sorse come villaggio di lavoratori presso la sede distaccata della fabbrica Montecatini (ex Siev). Il 19 febbraio 1900 presso il Comune si Bolognano, si riunì la giunta di Camillo Bianchini sindaco, per decidere sulla domanda della Società Italiana di Elettrochimica "Volta" riguardo alla costruzione di uno stabilimento in contrada Piano d'Orta.
La giunta dette il parere favorevole, visto che la fabbrica sarebbe sorta in un'area poco popolata, necessitando delle acque del fiume per la produzione; il materiale chimico tossico, non avrebbe leso la comunità di Bolognano. Dato che presto molti braccianti divenuti operai si ritrovarono nella fabbrica costruita di li a pochi anni, nel 1916 la giunta comunale si adoperò per costruire una scuola elementare per i figli degli operai, che nel 1921 contava 121 iscritti. Ci fu insomma una rivoluzione urbanistica del territorio, in quel periodo la S.M.E. (ossia l'ENEL) costruisce l'invaso con la Centrale Elettrica, viene ammodernata la strada statale Tiburtina Valeria (la N. 5), nasce il cinema, l'Opera Nazionale Dopolavoro e nel 1931 la Società Sportiva di Calcio Virtus Piano d'Orta, e si pensa a rendere navigabile il fiume Pescara da Piano d'Orta, dalla diga, sino al comune di Castellammare Adriatico.
Ci fu un vero e proprio sviluppo demografico e urbanistico dell'intera Val Pescara, non solo presso Piano d'Orta, ma anche presso le parti basse, a ridosso del fiume, a Popoli, Bussi, Torre de' Passeri, Scafa. La fabbrica di azoto, inaugurata nel 1904, una delle prime in Italia che si occupavano di fissare l'azoto atmosferico ottenuto dalla distillazione dell'aria liquida sul del carburo di calcio, producendo così il calciocianammide. Questa fabbrica fu una delle prime in Italia a produrre calciocianammide. Lo stabilimento, riconvertito nella Montecatini, chiuse nel 1965. Nel XX secolo si è discussa la possibilità di spostare la sede comunale a Piano D'Orta, area più popolata del comune e sono nati moti secessionisti.

## Monumenti e luoghi d'interesse

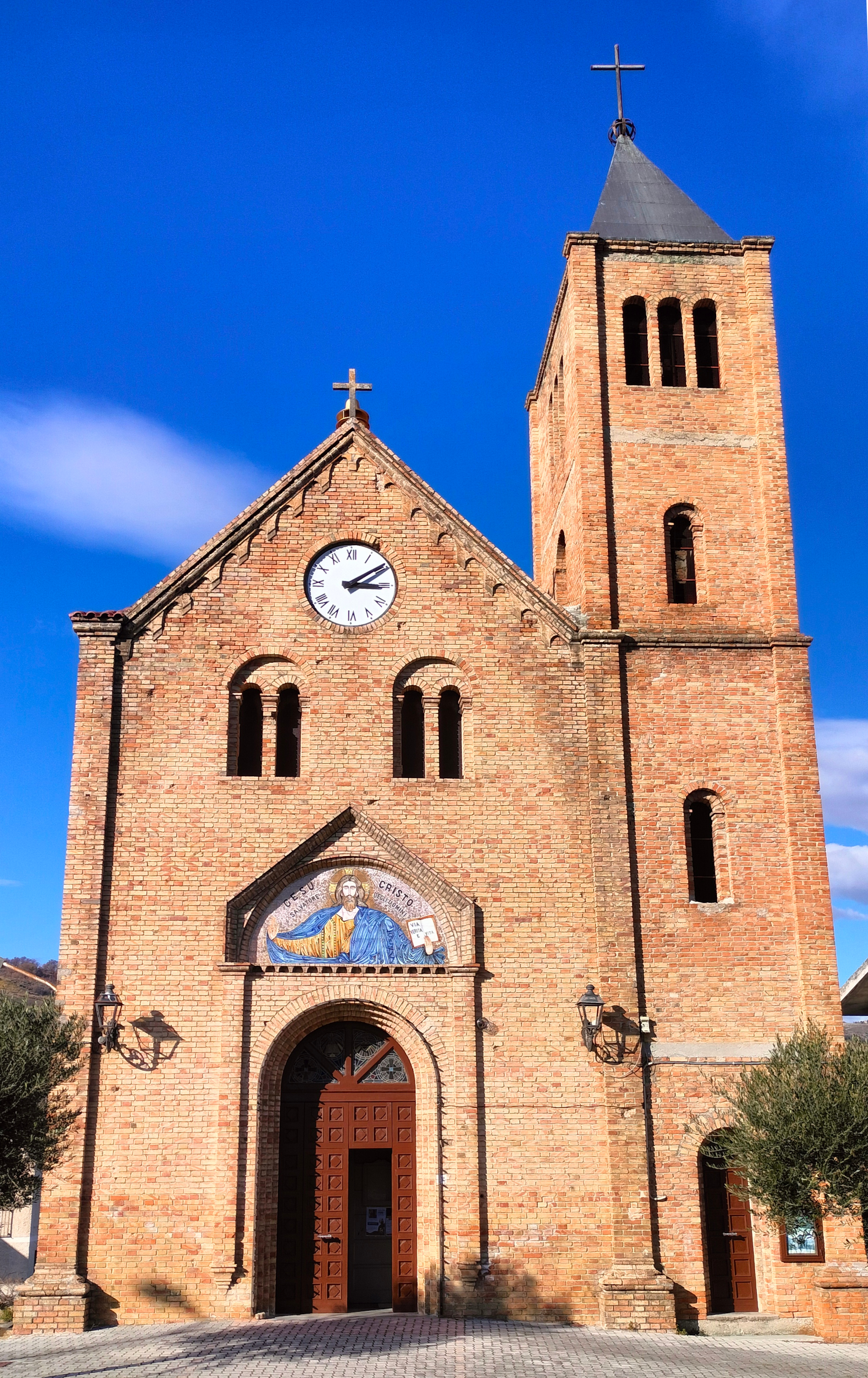
Piano D'Orta - Chiesa del Sacro Cuore di Gesù

- Chiesa del Sacro Cuore di Gesù, principale luogo di culto della frazione, è stata costruita nel 1927 e consacrata nel 1929 dal vescovo Nicola Monterisi.[3]
- Piazza Azoto: la piazza principale, posta al centro dell'abitato accanto al municipio.
- Municipio

## Infrastrutture e trasporti
La frazione è servita da una propria fermata ferroviaria sulla ferrovia Roma-Pescara: la stazione di Piano d'Orta Bolognano.

## Sport
Il centro ha ospitato per anni una squadra di calcio operante nel centro sportivo principale del comune.